# Stupeň B1035 Falconu 9
Stupeň B1035 Falconu 9 je první stupeň rakety Falcon 9 vyráběné společností SpaceX. Poprvé tento první stupeň letěl při misi CRS-11, kdy úspěšně přistál na ploše Landing Zone 1. Byl to celkem pátý první stupeň, který úspěšně přistál na pevnině. Následně byl stupeň zrenovován a byl znovu použit při misi CRS-13. Bylo to poprvé, kdy při misi v rámci Commercial Resupply Services letěl už použitý stupeň. Tento stupeň, na rozdíl od všech předešlých, nebyl před druhým letem znovu natřen bílou barvou. Stupeň i napodruhé úspěšně přistál.

## Historie letů

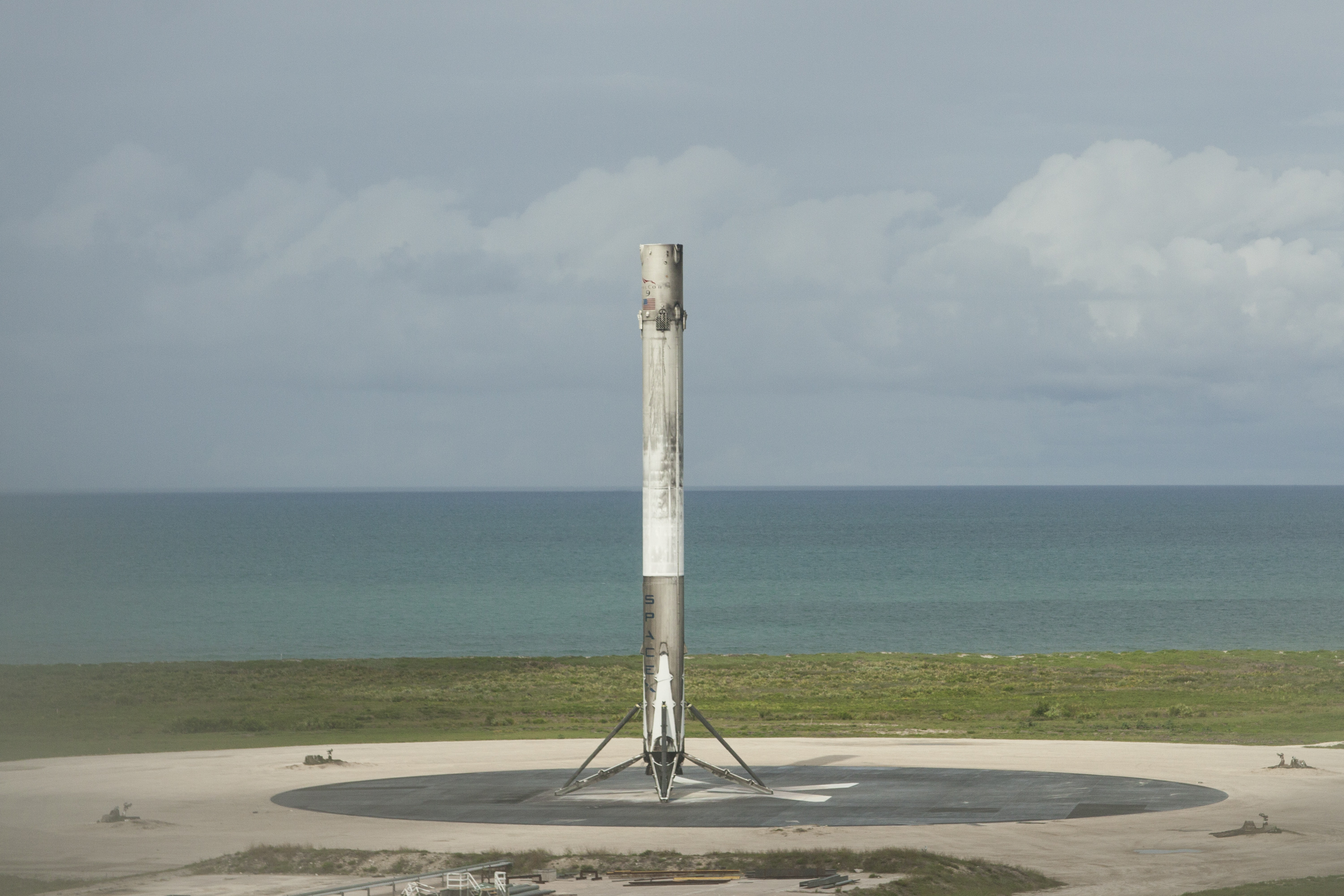
Stupeň po přistání při misi CRS-11

| Číslo použití | Datum startu (UTC) | Let číslo | Náklad | Start | Místo startu | Přistání | Místo přistání | Poznámky |
| ------------- | ------------------ | --------- | ------ | ----- | ------------ | -------- | -------------- | --- |
| 1             | 3. června 2017     | 35        | CRS-11 |       | KSC LC-39A   |          | LZ-1           | Páté úspěšné přistání prvního stupně na pevnině.                                                                                       |
| 2             | 15. prosince 2017  | 45        | CRS-13 |       | CCAFS LC-40  |          | LZ-1           | První let použitého prvního stupně pro NASA. Poprvé byl stupeň před druhým letem zjevně použitý. První start z LC-40 po více než roce. |